# Niš-traktaten
Niš-traktaten var en fredstraktat, der blev indgået den 3. oktober 1739 i Niš (i det nuværende sydlige Serbien) mellem Det Osmanniske Rige og Det Russiske Kejserrige, der afsluttede Den russisk-tyrkiske krig (1735-39).
Ved traktaten opgav Rusland sit krav på Krim og Moldavien, men opnåede ret til at opføre en ubefæstet havn ved Azov ved Azovhavet, dog uden ret til at have en flåde i Sortehavet. Krigen havde været et resultat af Ruslands bestræbelser på at erobre Azov og Krim-khanatet med henblik på at opnå kontrol med Sortehavet.
Habsburg-monarkiet var gået ind i krigen i 1737 på Ruslands side, men blev efter militære nederlag tvunget til at indgå en separat fredsaftale med osmannerne ved Beograd-traktaten, hvor østrigerne afstod det nordlige Serbien, det nordlige Bosnien og Oltenien. Den osmanniske sultan lod til gengæld den habsburgske kejser være den officielle beskytter af de osmanniske kristne; en position, som den russiske zar også gjorde krav på. Den østrigkse fredsslutning med Beograd-traktaten fik russerne til at indgå Niš-traktaten.